# Algarrobo del Águila
Algarrobo del Águila é um município da província de La Pampa, na Argentina.